# Mauryius cuyanus
Genre
Espèce
Mauryius cuyanus, unique représentant du genre Mauryius, est une espèce de scorpions de la famille des Bothriuridae.

## Distribution
Cette espèce est endémique de la province de San Juan en Argentine. Elle se rencontre de 2 500 à 3 000 m d'altitude dans la Sierra del Tontal.

## Description
Le mâle holotype mesure 28,25 mm et la femelle paratype 30,36 mm.

## Étymologie
Son nom d'espèce lui a été donné en référence au lieu de sa découverte, le Cuyo.
Ce genre est nommé en l'honneur d'Emilio Antonio Maury.

## Publication originale
- Ojanguren-Affilastro & Mattoni, 2017 : Mauryius n.gen. (Scorpiones: Bothriuridae), a new neotropical scorpion genus. Arthropod Systematics and Phylogeny, vol. 75, no 1, p. 125-139 (texte intégral).